# Testudinella angulata
Testudinella angulata är en hjuldjursart som beskrevs av Myers 1934. Testudinella angulata ingår i släktet Testudinella och familjen Testudinellidae. Inga underarter finns listade i Catalogue of Life.